# Oreo
Oreo é uma marca de biscoito recheado da Nabisco, uma divisão do grupo empresarial estadunidense Mondelēz International. Consiste em dois biscoitos redondos de chocolate e um recheio doce sabor baunilha.

Formato externo do biscoito

Oreo foi criado na Nabisco em 1912, em Nova Iorque, com o objetivo de atingir o mercado britânico. Originalmente, o recheio do biscoito era fabricado com gordura de porco; atualmente, é feito de óleos vegetais.
A origem do nome Oreo não foi divulgada pela Nabisco ou pela Kraft Foods. A especulação mais plausível, no entanto, é que o nome seja derivado do francês Or, que significa ouro. Ele se refere à embalagem do produto que, no início do século XX, era dourada.[carece de fontes?]

## Brasil
Foi lançado no Brasil em 1995, porém, teve sua fabricação interrompida no início dos anos 2000 pois a Kraft Foods considerou que as vendas não eram satisfatórias, decidindo retirá-lo do mercado. Em 5 de Novembro de 2013, a página de Oreo no Facebook anunciou a volta da comercialização no Brasil.